# 1552 Bessel
1552 Bessel eller 1938 DE1 är en asteroid upptäckt den 24 februari 1938 av den finska astronomen Yrjö Väisälä vid Storheikkilä observatorium. Asteroiden har fått sitt namn efter den tyske astronomen Friedrich Wilhelm Bessel.
Den tillhör asteroidgruppen Eos.